# 12P/Pons-Brooks
12P/Pons-Brooks est une comète périodique d'une période orbitale d'environ 71 ans.

## Caractéristiques

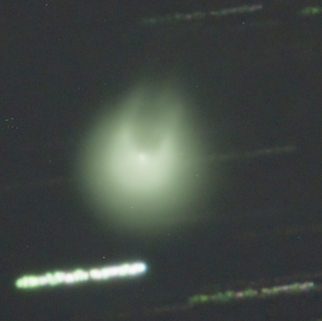
12P

12P/Pons-Brooks est une comète périodique cryovolcanique de type Halley.
Ses éruptions sont dues au rayonnement solaire fissurant son noyau d'environ 30 km entouré d'une coma constituée de glace et de gaz échappés du noyau.
C'est[Quoi ?] la deuxième éruption observée en 4 mois. Cette coma forme deux cornes qualifiant la comète de "comète du diable".

## Orbite
La libration est verrouillée dans une résonance 6:1 avec Jupiter. Le paramètre de Tisserand de la comète par rapport à Jupiter est de 0.60.

## Pluie de météores
12P/Pons-Brooks est le corps parent probable  des kappa-Draconides, pluie de météores active du 29 novembre au 13 décembre, ce qui lui a valu le surnom de « Mère des Dragons ».

## Observations et évolution orbitale
La comète 12P/Pons-Brooks a été observée au moins depuis 1385, mais l'identité de ses différents passages n'a été découvert qu'à partir du début du XIXe siècle.
La comète est découverte en 1812, puis observée à nouveau lors de ses passages suivants jusqu'à aujourd'hui, en 1883-1884, 1953-1954 et depuis 2020.
Le 3 mars 2020 est annoncée, dans la CBET 4727, l'identification par Maik Meyer de la comète 12P/Pons-Brooks avec les comètes « historiques » C/1457 A1 et C/1385 U1,.

### Avant 1385
La comète a possiblement été enregistrée dans des sources chinoises en septembre 245.

### 1385
En 1385, la comète fut observée au Japon et en Chine. Trois observations en sont connues, obtenues entre le 23 octobre et le 4 novembre.
L'apparition de 1385 était très favorable et la comète a été enregistrée par les Chinois dans le Ming Shilu. Elle a également été mentionnée dans certaines sources européennes.
La comète a atteint au moins magnitude 3, non comptés de possibles sursauts d'activité.
Ce passage a reçu la désignation C/1385 U1.

### 1457
En 1457, la comète est observée en Italie et probablement en Chine. Paolo Toscanelli l'observe trois fois entre le 23 et le 27 janvier. Des observations d'une comète en Chine entre le 14 et le 23 janvier sont connues, mais il n'est pas certain qu'il s'agisse de la même comète que celle observée par Toscanelli et 12P/Pons-Brooks.
La comète a atteint au moins magnitude 3, non comptés de possibles sursauts d'activité.
Ce passage a reçu la désignation C/1457 A1.

### 1812: périhélie et découverte
Cette comète a été découverte par Jean-Louis Pons le 12 juillet 1812, puis indépendamment par Vincent Wisniewski le 1er août et Alexis Bouvard le 2 août de la même année.

### 1883-84: périhélie et redécouverte
Elle fut fortuitement redécouverte en 1883 par William Robert Brooks, avant d'être identifiée comme étant le même objet.
Peu de temps après la découverte initiale, on calcula que la période orbitale de la comète était d'environ 70 ans, avec une marge d'erreur estimée à 5 ans. Johann Franz Encke calcula une orbite précise avec une période orbitale de 70,68 ans, ce calcul prédisant son retour en 1883, mais les recherches restèrent infructueuses, jusqu'à ce que Brooks la retrouve par hasard.
La comète est observée du 1er octobre 1883 au 23 avril 1884.

### 1954: périhélie
Le dernier périhélie de la comète a eu lieu le 22 mai 1954. La comète est observée du 20 juin 1953 au 3 septembre 1954.

### 2020: Magnitude
La comète est à nouveau observée à partir du 10 juin 2020.Le 19 juillet 2020, l'astronome amateur français Jean-François Soulier mesure la magnitude de la comète à 16,6.

### 2024: périhélie

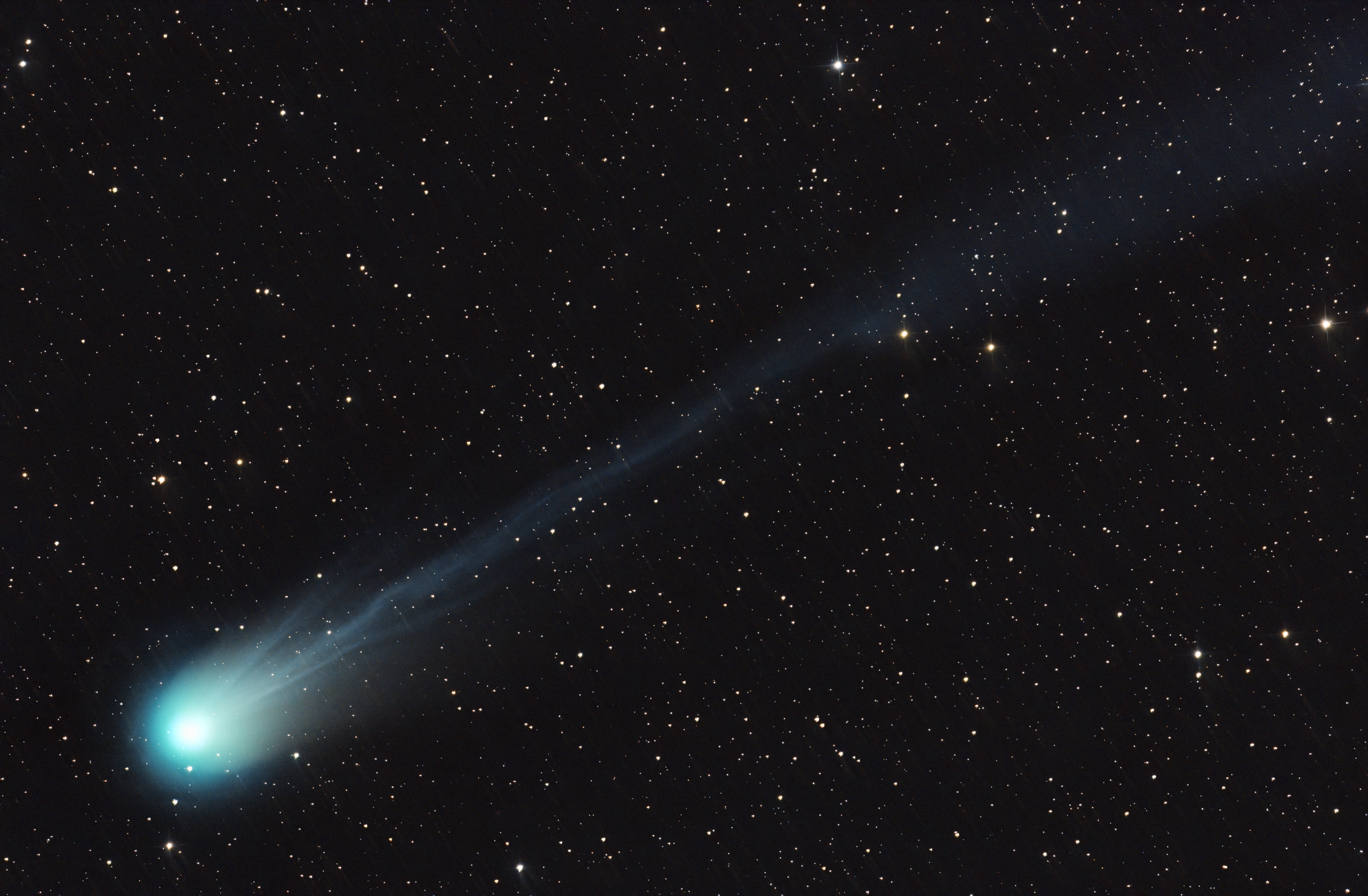
Image prise en mars 2024.

Le périhélie a eu lieu le 21 avril 2024 au plus proche de la Terre à 230 millions de km le 2 juin 2024.

## Tableau récapitulatif des périhélies et observations
Mis à jour le 30 juillet 2023,.
| Périhélie | Observation |
| --- | ----------- |
| 3 août 813 |             |
| 5 avril 886 |             |
| 27 janvier 959 |             |
| 12 juillet 1030 |             |
| 8 juin 1100 |             |
| 24 février 1170 |             |
| 10 avril 1241 |             |
| 30 avril 1313 |             |
| 6 novembre 1385 | 12P/1385 U1 |
| 30 janvier 1457 | 12P/1457 A1 |
| 12 mars 1527 |             |
| 3 juillet 1597 |             |
| 17 avril 1668 |             |
| 14 juillet 1740 |             |
| 15 septembre 1812 | 12P/1812 O1 |
| 26 janvier 1884 | 12P/1883 R1 |
| 22 mai 1954 | 12P/1953 M1 |
| 21 avril 2024 | 12P         |
| 2094 |             |
| Légende :- découverte - observée, post-découverte - observée, pré-découverte - non observée, post-découverte - non observée, pré-découverte - retour futur |             |